# Мытнинская набережная
Мы́тнинская на́бережная — набережная в Петроградском районе Санкт-Петербурга. Проходит по правому берегу Кронверкского пролива от Кронверкского проспекта до площади Академика Лихачёва.

## История
Ещё в середине XIX века правый берег Малой Невы был затопляемой территорией, на которой практически не велось строительства. Застройка этой местности началась лишь в 1871 году после осушения территории. Сначала был проложен современный проспект Добролюбова, а позже образовалась набережная.
Название Мытнинская набережная дано 15 мая 1882 года, по Мытному двору (таможне), находившемуся между набережной и проспектом Добролюбова. Интересной особенностью набережной было то, что она фактически начиналась и заканчивалась у одной и той же магистрали, огибая постройки Мытного двора. Набережная делилась ровно пополам Зоологическим переулком, в створе которого в 1894 году был построен Биржевой мост.
В 1957—1960 годах во время реконструкции Биржевого моста произошли изменения набережной. Мост был смещён с оси Зоологического переулка на 70 метров вниз по течению, после чего было засыпано прилегавшее к мосту мелководье, и на его месте образованы новые современные подъезды к мосту и предмостовая площадь. Таким образом, действующей осталась лишь западная часть набережной; восточная часть прежней набережной сохраняется по сей день, но только как местный проезд к домам.
В 2000-х годах восточный участок набережной был официально упразднён.

## Объекты
| Список объектов                     | Список объектов                                                             | Список объектов                                                                             | Список объектов                                                      | Список объектов | Список объектов                 |
| Номер дома                          | Описание                                                                    | Архитектор                                                                                  | Постройка                                                            | Иллюстрация     | Координаты                      |
| ----------------------------------- | --------------------------------------------------------------------------- | ------------------------------------------------------------------------------------------- | -------------------------------------------------------------------- | --------------- | ------------------------------- |
| Кронверкский проспект               |                                                                             |                                                                                             |                                                                      |                 |                                 |
| Проспект Добролюбова                |                                                                             |                                                                                             |                                                                      |                 |                                 |
| № 1 / Проспект Добролюбова, № 2     | Жилой дом                                                                   | Н. М. Назарьин                                                                              | 1959                                                                 |                 |                                 |
| № 3                                 | Доходный дом П. С. Оболенского ·                                            | А. А. Степанов                                                                              | 1899, в 2002 году реконструирован с устройством двухэтажной мансарды |                 |                                 |
| № 5 / Зоологический переулок, № 2—4 | Доходные дома Ф. И. Кирикова, затем общежитие СПбГУ, уничтожены в 2008 году | И, Н. Иорс, И. И. Долгинов                                                                  | 1881—1883, 1910—1914                                                 |                 | 59°56′54″ с. ш. 30°18′19″ в. д. |
| Напротив № 5                        | Корабль-ресторан «Летучий Голландец»                                        |                                                                                             |                                                                      |                 |                                 |
| Зоологический переулок              |                                                                             |                                                                                             |                                                                      |                 |                                 |
| Площадь Академика Лихачёва          |                                                                             |                                                                                             |                                                                      |                 |                                 |
| № 7 / Зоологический переулок, № 5   | Доходный дом                                                                | К. К. Кохендерфер                                                                           | 1881, 1905                                                           |                 |                                 |
|                                     | Биржевой мост                                                               | инженеры В. В. Демченко и Б. Б. Левин по проекту архитекторов Л. А. Носкова и П. А. Арешева | 1957—1960                                                            |                 | 59°56′54″ с. ш. 30°18′19″ в. д. |
| № 9                                 | Доходный дом                                                                | Н. А. Мельников, В. П. Апышков                                                              | 1881, 1912                                                           |                 |                                 |
| № 11                                | Доходный дом                                                                | Х. Х. Тацки                                                                                 | 1883—1884                                                            |                 |                                 |
| № 13                                | Особняк О. Ф. Соколовой                                                     | П. О. Осипов                                                                                | 1880. В 2011 году надстроен двумя этажами                            |                 |                                 |
| Проспект Добролюбова                |                                                                             |                                                                                             |                                                                      |                 |                                 |